# محطة قطار ستوكبورت
محطة قطار ستوكبورت (بالإنجليزية: Stockport railway station)‏‏ هي محطة قطار في المملكة المتحدة، تُشغلها قطارات إيست ميدلاند. افتُتحت هذه المحطة في 15 فبراير 1843، ويبلغ عدد مسارات أرصفتها 5.